# 霍沙爾普山
霍沙爾普山（德語：Hochalp）是瑞士的山峰，位於該國東北部，由內阿彭策爾州負責管轄，屬於阿彭策爾阿爾卑斯山脈的一部分，海拔高度1,530米。

## 外部連結
- Hochalp on Hikr （页面存档备份，存于）